# За морською хвилею
«За морською хвилею» (англ. By the Sad Sea Waves) — американська короткометражна кінокомедія режисера Альфреда Дж. Гулдінга 1917 року.

## Сюжет
Наш герой рятує чоловіка від потоплення, лише, щоб зрозуміти, що це — неправильний чоловік.

## У ролях
- Гарольд Ллойд — Гарольд
- Снуб Поллард — Снуб
- Бібі Данієлс  — Долл
- Френк Александр
- Вільям Блейсделл
- Семмі Брукс